# Anton Siomyszew
Anton Aleksandrowicz Siomyszew (ros. Антон Александрович Сёмышев; ur. 22 sierpnia 1997 w Podolsku) – rosyjski siatkarz, grający na pozycji przyjmującego. 

## Sukcesy klubowe
Puchar CEV:
- 2021
- 2016

Puchar Challenge:
- 2019[2]

Puchar Rosji:
- 2020

Mistrzostwo Rosji:
- 2021

Superpuchar Rosji:
- 2021

## Sukcesy reprezentacyjne
Mistrzostw Europy Juniorów:
- 2016

Mistrzostwa Świata Juniorów:
- 2017

Mistrzostwa Świata U-23:
- 2017

Liga Narodów:
- 2019[3]

## Nagrody indywidualne
- 2017: Najlepszy przyjmujący Mistrzostw Świata Juniorów[4]